# CMD Europhysics Prize
Der CMD Europhysics Prize ist ein Preis der Abteilung Festkörperphysik (Condensed Matter Division, CMD) der European Physical Society. Seit 2006 wird er zumeist alle zwei Jahre verliehen. Er wird für angewandte oder theoretische Forschung verliehen, wobei der Hauptanteil in Europa geleistet worden sein sollte und nicht älter als fünf Jahre vor der Preisvergabe sein sollte.
Früher hieß er Hewlett Packard Europhysics Prize und auch einmal Agilent Europhysics Prize.

## Preisträger
Jeweils mit Begründung nach der offiziellen Laudatio.
- 1975: Wiktor Sergejewitsch Bagajew (Victor S. Bagaev), Leonid V. Keldysh, Jaroslaw Jewgenjewitsch Pokrowski (1928–2014, Jaroslav E. Pokrovsky), Michel Voos, für Arbeiten über die Kondensation von Exzitonen.
- 1976: Wolfgang Helfrich für Beiträge zu Flüssigkristallen.
- 1977: Walter Eric Spear für Elektronik mit amorphem Silizium
- 1978: Zhores Alferov für Halbleiter-Heteroübergänge
- 1979: Eric A. Ash, Jeffrey H. Collins, Juri Wassiljewitsch Guljajew (Yuri V. Gulaev), Kjell A. Ingebrigtsen, Edward George Sydney Paige (Ted Paige), physikalische Prinzipien Oberflächenakustik von Festkörpern
- 1980: Ole Krogh Andersen, Andries Rinse Miedema, originelle Arbeiten für die Berechnung der Elektronenstruktur von Festkörpern
- 1981: nicht vergeben
- 1982: Klaus von Klitzing, Quanten-Hall-Effekt
- 1983: Isaac F. Silvera, atomarer und Festkörper-Wasserstoff
- 1984: Gerd Binnig, Heinrich Rohrer, Rastertunnelmikroskop
- 1985: Jens Als-Nielsen, Michael Pepper für Experimentelle zu Festkörpern niedriger Dimension (ein- und zweidimensional).
- 1986: Ferenc Mezei, Neutronen-Spinecho-Spektroskopie
- 1987: Igor K. Yanson, Punkt-Kontakt-Spektroskopie in Metallen.
- 1988: Georg Bednorz, Karl Alexander Müller für die Entdeckung von Hochtemperatursupraleitern.
- 1989: Frank Steglich, Hans Rudolf Ott, Gilbert Lonzarich für Pionierarbeiten zu Metallen aus schweren Fermionen
- 1990: Roberto Car, Michele Parrinello für eine neue mächtige ab-initio Berechnungsmethode in der molekularen Dynamik
- 1991: Klaus Bechgaard, Denis Jérome, organische Supraleiter
- 1992: Gerhard Ertl, Harald Ibach, J. Peter Toennies für Pionieruntersuchungen zu Oberflächenstrukturen von Festkörpern, deren Dynamik und deren Reaktionen unter Entwicklung neuer experimenteller Methoden.
- 1993: Boris Altshuler, Arkadi Girschewitsch Aronow (englisch Arkady Aronov, 1939–1994), Dawid Jefraimowitsch Chmelnizki (englisch David E. Khmelnitskii (Professor in Cambridge)), Anatoli Iwanowitsch Larkin, Boris Spiwak (Boris Spivak) für theoretische Arbeiten über kohärente Phänomene in ungeordneten Leitern
- 1994: Donald Huffman, Wolfgang Krätschmer, Harry Kroto, Richard Smalley für neue Kohlenstoffverbindungen (Fullerene).
- 1995: Yakir Aharonov, Michael V. Berry für die Einführung fundamentaler physikalischer Konzepte (Berry-Phase, Aharonov-Bohm-Effekt) mit Anwendung in der Festkörperphysik
- 1996: Richard Friend, Pionierarbeiten über halbleitende organische Polymere und Demonstration der Organischen Leuchtdiode
- 1997: Albert Fert, Peter Grünberg, Stuart Parkin, GMR-Effekt
- 1998: Thomas Maurice Rice, für originäre Beiträge zu stark korrelierten Elektronensystemen
- 1999: Christian Glattli, Michail Resnikow (Michael Reznikov), für die Entwicklung neuartiger Techniken für Rauschmessungen in Festkörpern die zur experimentellen Beobachtungen von gebrochenzahligen Ladungsträgern führten.
- 2000: Paolo Carra, Gerrit van der Laan, Gisela Schütz, Röntgendichroismus
- 2001: Sumio Iijima, Cees Dekker, Thomas Ebbesen, Paul L. McEuen, Entdeckung von Kohlenstoff-Nanoröhren mit einer oder mehreren Wänden und grundlegenden Untersuchungen ihrer mechanischen und elektronischen Eigenschaften.
- 2002: Bernard Barbara, Jonathan Friedman, Dante Gatteschi, Roberta Sessoli, Wolfgang Wernsdorfer, Quantendynamik von Nanomagneten einschließlich der Entdeckung von Quantentunneln und Interferenz in der Dynamik der Magnetisierung.
- 2003: Heino Finkelmann, Mark Warner, Entdeckung von Flüssigkristall-Elastomeren.
- 2004: Michel Devoret, Daniel Estève, Johan Mooij, Yasunobu Nakamura, Realisierung und Demonstration von Quantenbits mit supraleitenden Schaltkreisen.
- 2005: David Awschalom, Tomasz Dietl, Hideo Ohno für ihre Arbeit über ferromagnetische Halbleiter und Spintronik
- 2006: Antoine Georges, Gabriel Kotliar, Walter Metzner, Dieter Vollhardt für Dynamical Mean Field Theory.
- 2008: Andre Geim, Kostya Novoselov für Graphen
- 2010: Hartmut Buhmann, Charles L. Kane, Eugene Mele, Laurens W. Molenkamp, Shoucheng Zhang, theoretische Vorhersage und experimentelle Beobachtung des Quanten-Spin-Hall-Effekts und Topologischer Isolatoren.
- 2012: Steven T. Bramwell, Claudio Castelnovo, Santiago Grigera, Roderich Moessner, Shivaji Sondhi, Alan Tennant, für die Vorhersage und experimentelle Beobachtung magnetischer Monopole in Spin-Eis.
- 2014: Harold Y. Hwang, Jochen Mannhart und Jean-Marc Triscone für die Entdeckung und Untersuchung elektronischer Flüssigkeiten an Oxid-Grenzflächen.
- 2016: Peter Böni, Alexei N. Bogdanov, Christian Pfleiderer, Achim Rosch, Ashvin Vishwanath für die theoretische Vorhersage und Analyse und experimentelle Beobachtung einer magnetischen Skyrmion-Phase.
- 2018: Lucio Braicovich, Giacomo Claudio Ghiringhelli für die Entwicklung und wissenschaftliche Erforschung hochauflösender resonanter inelastischer Röntgenstreuung (RIXS)
- 2020: Jörg Wrachtrup für seine bahnbrechenden Studien zur Quantenkohärenz in Festkörpersystemen und deren Anwendungen für die Sensorik und insbesondere für wichtige Durchbrüche bei der Untersuchung der optischen und Spin-Eigenschaften von Stickstoffleerstellen in Diamanten.
- 2022: Agnès Barthélémy, Manuel Bibes, Ramamoorthy Ramesh, Nicola Spaldin für grundlegenden Beiträge zur Physik und Anwendung multiferroischer und magnetoelektrischer Materialien
- 2023: Claudia Felser, Andrei Bernevig for seminal contributions to the classification, prediction, and discovery of novel topological quantum materials.
- 2024: Andrea Cavalleri, for his pioneering studies of photo-induced emergent phases of quantum materials: from enhanced superconductivity to the control of materials topology.[2]